# Зелёный Курган (Луганская область)
Зелёный Курган (укр. Зелений Курган) — село, относится к Антрацитовскому городскому совету Луганской области Украины. Под контролем самопровозглашённой Луганской Народной Республики.

## География
Соседние населённые пункты: посёлки Колпаково и Степовое на западе, Щётово и город Антрацит на юго-западе, Каменное на юге, Ясеновский на юго-востоке, сёла Картушино на востоке, Зеленодольское на северо-востоке, Червоная Поляна на северо-западе.

## Население
Население по переписи 2001 года составляло 32 человека.

## Общие сведения
Почтовый индекс — 94621. Телефонный код — 6431. Занимает площадь 0,1 км². Код КОАТУУ — 4410346901.

## Местный совет
94600, Луганская обл., Антрацитовский городской совет, с. Щётово, ул. Ленина, 5